# Серафим I Константинополски
Серафим I Константинополски (на гръцки: Σεραφείμ Α΄) е вселенски патриарх за кратко в периода 1733-1734 г., за малко повече от година. Приема за първи път името Серафим за вселенски патриарх, последван от неговия земляк Серафим II Константинополски.
Описан е от съвременниците си като кротък и добре образован, владеещ езика, ревностен проповедник и ревностен застъпник за църковния ред, въпреки че други го смятат за лицемер. Първоначално е митрополит на Дристра, т.е. на Силистра, а от 1726 г. до избирането му през март 1733 г. за патриарх е Никомидийски митрополит.
Времето когато е избран за вселенски патриарх е сложно, непосредствено след въстанието на Патрона Халил и на първия ден от новата 1734 г. срещу него е извършен атентат – по време на опелото е нападнат с нож, но е леко ранен.
Патриарх Серафим I Константинополски остава в историята на църквата като патриархът канонизирал Марк Ефески за светец. Османската власт го притиска грубо да отстъпи на Арменската апостолическа църква храма на Живоносния източник в Константинопол от времето на Юстиниан Велики и Божи гроб, вероятно в опит да бъде отстранен като неудобен. Серафим категорично отказва и е принуден да се оттегли от патриаршеската катедра през юни или септември 1734 г. Заточен е на Лемнос, след което пребивава в Света гора до смъртта си.